# Asthena amurensis
Pour les articles homonymes, voir Phalène.
Espèce
Asthena amurensis est une espèce de Llépidoptères (papillons) de la famille des Geometridae. On le rencontre à l'extrême Est de la Russie, en Corée et au Japon.

## Synonymes
- Cidaria amurensis Staudinger, 1897
- Asthena hamadryas Inoue, 1976